# Jesper Thomsen
Jesper Thomsen (* 21. Oktober 1974) ist ein dänischer Badmintonspieler. 

## Karriere
Jesper Thomsen gewann 2001 die Slovak International und die Scottish Open. 2004 siegte er bei den Czech International und den Austrian International. Im gleichen Jahr gewann er zwei Medaillen bei den Senioren-Europameisterschaften.

## Sportliche Erfolge
| Saison | Veranstaltung                    | Disziplin    | Platz | Name                                |
| ------ | -------------------------------- | ------------ | ----- | ----------------------------------- |
| 1992   | German Juniors                   | Mixed        | 1     | Jesper Thomsen / Jeanette Thomsen   |
| 2001   | Slovak International             | Mixed        | 1     | Jesper Thomsen / Julie Houmann      |
| 2001   | Slovak International             | Herrendoppel | 1     | Tommy Sørensen / Jesper Thomsen     |
| 2001   | Scottish Open                    | Herrendoppel | 1     | Tommy Sørensen / Jesper Thomsen     |
| 2003   | Dutch International              | Herrendoppel | 2     | Jesper Thomsen / Tommy Sørensen     |
| 2004   | Czech International              | Mixed        | 1     | Jesper Thomsen / Britta Andersen    |
| 2004   | Austrian International           | Mixed        | 1     | Jesper Thomsen / Britta Andersen    |
| 2004   | Senioren-Europameisterschaft 40+ | Herreneinzel | 2     | Jesper Thomsen                      |
| 2004   | Senioren-Europameisterschaft 40+ | Herrendoppel | 2     | Morten Christensen / Jesper Thomsen |